# Dan Pagis

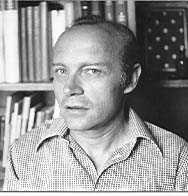
Dan Pagis (ohne Jahr)

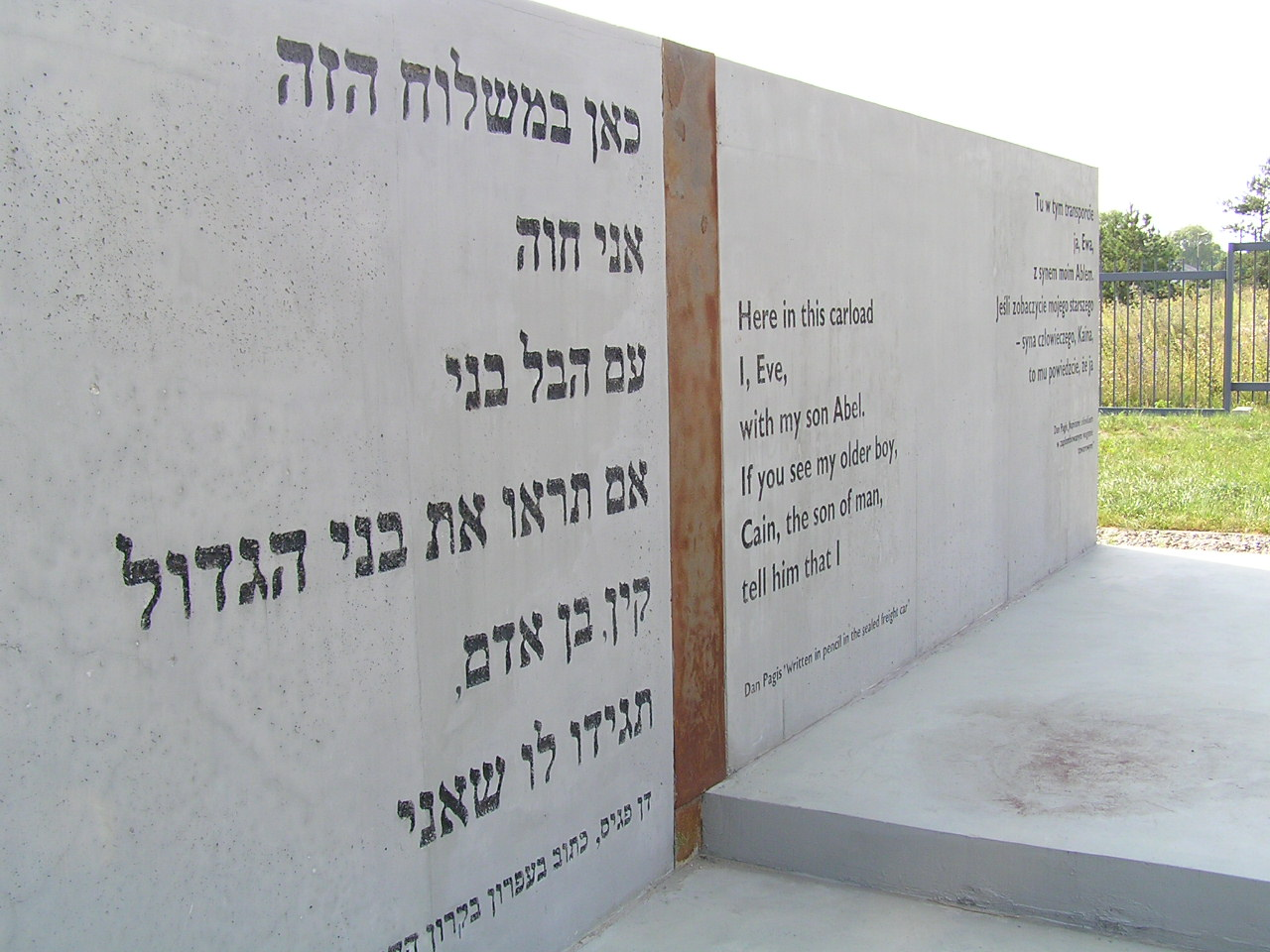
Pagis' Gedicht In einem Viehwagen mit einem Bleistift am Mahnmal des KZ Belzec

Dan Pagis (geboren 16. Oktober 1930 in Rădăuți, Rumänien; gestorben 29. Juli 1986 in Jerusalem) war ein israelischer Literaturwissenschaftler, Dichter und Übersetzer rumänischer Herkunft.

## Leben
Dan Pagis wurde 1930 als rumänischer Jude in eine deutschsprachige Familie geboren. Der Vater emigrierte 1934 allein nach Palästina, um für die Familie eine neue Existenz aufzubauen, doch die Mutter starb im selben Jahr. Pagis wuchs bei den Großeltern in Rădăuți auf. 1941 wurde er mit anderen Juden in die von Rumänien eroberte Ukraine deportiert, dort in Ghettos inhaftiert und zur Zwangsarbeit herangezogen. Der KZ-Haft konnte er 1944 entkommen.
Pagis emigrierte 1946 nach Palästina, wo ihn der Vater im Kibbutz Merchawia unterbrachte, in dem er, nachdem er das Ivrit erlernt hatte, als Lehrer beschäftigt wurde. Er studierte Sprachwissenschaften an der Hebräischen Universität, wurde promoviert und Hochschullehrer für mittelalterliche hebräische Literatur. Er publizierte vier Studien zur hebräischen Literatur sowie Sammelbände zur mittelalterlichen hebräischen Dichtung.  Er gab eine kritische Ausgabe von David Vogels Werken heraus. Er war vielsprachig und übersetzte auch ins Ivrit.
1959 veröffentlichte er seinen ersten Band Lyrik Sheon ha-Tsel. Pagis schrieb acht Bände Lyrik.

## Schriften (Auswahl)
- Die Krone der Schöpfung. Ausgewählte Gedichte (= Straelener Manuskript. 10). Hebräisch – deutsch. Übersetzung Anne Birkenhauer. Straelener Ms.-Verlag, Straelen 1990, ISBN 3-89107-027-6.
- Hebrew poetry of the Middle Ages and the Renaissance (= The Taubman Lectures in Jewish Studies. 2).	University of California Press, Berkeley CA u. a. 1991, ISBN 0-520-06547-6.
- Erdichteter Mensch. Gedichte. Hebräisch – deutsch. Aus dem Hebräischen übertragen und mit einem Nachwort versehen von Tuvia Rübner. Jüdischer Verlag, Frankfurt am Main 1993, ISBN 3-633-54083-0.
- An beiden Ufern der Zeit. Ausgewählte Gedichte und Prosa (= Straelener Manuskript. Neue Folge 17). Hebräisch – deutsch. Aus dem Hebräischen und mit einem Nachwort Anne Birkenhauer. Straelener Ms.-Verlag, Straelen 2003, ISBN 3-89107-050-0.
- Fünf Gedichte von Dan Pagis (1930–1986). YadVashem.org, abgerufen am 11. April 2018.